# Merval (indice boursier)
Pour les articles homonymes, voir Merval (homonymie).
 (janvier 2024).
L'indice boursier Merval (pour Mercado de Valores) est le principal indice boursier de la bourse de Buenos Aires, en Argentine. Il est composé d'une quinzaine de titres.

## Histoire
L'indice Merval a été lancé par la Bourse de Buenos Aires, à la fin des années 1980, pour accompagner un mouvement général de recherche de la performance boursière par la diversification géographique des portefeuilles boursiers, qui est allé de pair, en Argentine, avec la privatisation de grandes sociétés de service public.

## Corrélation avec les autres bourses
Les performances annuelles de l'indice Merval se sont rapprochées de celles du Dow Jones, du DAX, du CAC 40 et du Footsie, les grands marchés boursiers étant de plus en plus dépendants les uns des autres depuis une quinzaine d'années.